# Filiberto Ignazio Guillier

Instruzione pratica e famigliare sopra il vizio dell'usura, 1768 (Fondazione Mansutti, Milano).

Filiberto Ignazio Guillier del Vernante (Torino, ... – ...; fl. XVIII secolo) è stato un teologo italiano.

## Biografia
Si hanno pochissime notizie di questo sacerdote torinese, che nel 1768 pubblicò un saggio dal titolo Instruzione pratica, e famigliare sopra il vizio dell'usura. Nel volume propone metodi alternativi al prestito d'interesse, come un reddito da locazione o una rendita vitalizia cedendo un bene immobile che sia fruttifero. Citando l'opera di Angelo da Chivasso, propone anche una censura nei confronti del contratto trino.